# Argiria
La argiria, argyria, o síndrome de argiria (en griego antiguo: ἄργυρος árgyros, 'plata'), es una enfermedad producida por exposición prolongada a la plata en forma de sales o de metal y está caracterizada por la coloración de la piel y algunos órganos del paciente en tonos grises o azulados o gris-azulado, sobre todo en las zonas expuestas al sol.
La argiria puede adquirirse por exposición industrial o como resultado de la ingesta de medicamentos que contienen sales de plata.
La argiria se ha atribuido también a procedimientos quirúrgicos y dentales como la realización de tatuajes y la colocación de amalgama de plata en las reparaciones dentales.

## Mecanismo de la intoxicación
La plata no se absorbe por la piel intacta, pero sí lo hace rápidamente por las mucosas, como tal o en formas insolubles (óxido, sulfuro o plata metálica). Así, las sales de plata se absorben bien por vía digestiva o respiratoria y son capaces de precipitar proteínas formando depósitos de color gris azulado/pizarra.
El cuerpo humano en su estado normal posee aproximadamente 1 mg de plata; la menor cantidad de plata documentada que ha producido argiria generalizada en un individuo se extiende de 4-5 g a 20-40 g. La plata en dosis 50-500 mg/kg de peso del organismo es la dosis mortal tóxica en humanos.
Cuando los iones de plata reciben luz en la superficie de la piel, los electrones de los átomos cercanos saltan a la plata y ésta se vuelve plata elemental, cuyo color característico es el azul. Precisamente, esa es la misma acción que tiene lugar en las fotografías en blanco y negro: una película o un carrete contienen yoduro de plata o bromuro de plata (sales incoloras hechas a partir de iones de plata). Cuando esta película recibe la luz a través de la lente de la cámara fotográfica, el área que ha recibido la luz, se queda negra porque se han formado depósitos de plata. Un paciente intoxicado por plata, en vez de volverse negro, se vuelve azul por la combinación del resto de elementos que lo constituyen.

## Tipos de intoxicación

### Aguda
No se conocen efectos tóxicos por la exposición aguda a la plata (entendiendo como tal a la exposición en un corto periodo de tiempo), pero se conocen algunos compuestos irritantes como el óxido y el nitrato de plata, que pueden dar lugar a argiria.

### Crónica
La exposición crónica da lugar a depósitos de forma local o generalizada, mayoritariamente en las zonas expuestas a la luz solar (principalmente frente, nariz y manos). Esta pigmentación es gradual.
Esta exposición es común, sobre todo, en trabajadores involucrados en la minería de plata, la refinación de plata, platería y la fabricación de aleaciones metálicas, películas metálicas, trabajadores del vidrio y la porcelana, trabajadores en galvanoplastia, y procesamiento fotográfico.  

## Efectos tóxicos
Las lesiones locales suelen encontrarse en cara, córnea, uñas (lúnula), cristalino y conjuntiva (argirosis).
Las lesiones generalizadas pueden llegar a extenderse a toda la piel y dar lugar a una pigmentación generalizada de color pizarra que ha llevado a denominar a estos individuos «hombres azules» o blue men, siguiendo el siguiente proceso: al principio se desarrolla una mancha marrón-grisácea en las encías, más tarde progresa para hacia la piel difusamente. Esta pigmentación cutánea por lo general es de un color gris pizarra, metálico, o gris-azulado. Puede ser clínicamente evidente después de unos meses, pero el aspecto clínico, por lo general, requiere muchos años y depende del grado de exposición.
La toxicidad sistémica de la plata es muy escasa excepto en casos de envenenamiento agudo, en los que pueden producirse lesiones
intestinales erosivas y hemorrágicas. Las vísceras tienden a mostrar una decoloración azul, incluyendo el bazo, el hígado, y el estómago, conclusiones evidentes durante la cirugía abdominal o en la autopsia.
Las cantidades sustanciales de plata en argiria, por lo general, no causan ningún efecto serio sobre la salud humana. Sin embargo, algunos casos tienen signos y síntomas notables clínicos. Esta falta de toxicidad sistémica significativa de plata en argiria puede ser debida a la interacción del selenio y azufre del organismo con la plata.
Algunos de estos síntomas clínicos son: uremia, albuminuria, degeneración de la grasa del hígado, riñón, y corazón, hemorragia, trombocitopenia idiopática , pérdida de fluidez de la sangre, bronquitis crónica, pérdida de coordinación, visión disminuida nocturna, perturbación del gusto, daño vestibular, y ataques epilépticos ( de tipo gran mal).
La argiria es una enfermedad irreversible, una vez que se deposita esa gran cantidad de plata en el organismo no se elimina, quedando el paciente con esa característica coloración de por vida.

## Diagnóstico
El diagnóstico se realiza mediante biopsia de piel, donde se observan diminutos gránulos de color marrón en el tejido conectivo que rodea las glándulas sebáceas, en el tejido perineural y en las paredes de las arteriolas.
La biopsia debe realizarse ya que la argiria se puede confundir con cianosis en personas de piel clara, o en la argiria localizada, con lesiones melanocíticas como nevus azul y melanomas malignos.

## Tratamiento de la intoxicación
Por vía sistémica, el selenio y azufre han demostrado tener efectos modificadores favorables sobre el metabolismo y la toxicidad mediante la formación de complejos con plata. El seleniuro de plata es altamente insoluble en el organismo, reduciendo de manera efectiva la disponibilidad del monovalente de plata para interferir con las actividades enzimáticas   normales en los tejidos. Sin embargo, los complejos formados por sulfuro de plata en el organismo no parecen tan estables.
Por vía tópica, el tratamiento con hidroquinona 4% reduce el número de gránulos de plata en la dermis superior y alrededor de las glándulas sudoríparas, además de reducir el número de melanocitos; el mecanismo de esta despigmentación reversible de la piel se debe a la inhibición de la oxidación enzimática de la tirosina a 3,4-dihidroxifenilalanina y la supresión del proceso metabólico de melanocitos. Los protectores solares y cosméticos pueden ser útiles para prevenir una pigmentación oscura y ayudan a enmascarar la despigmentación evidente.